# Campeonato Mundial de Carros de Turismo de 2006
A temporada de WTCC de 2006 foi a terceira realizada pela FIA.
O campeão foi Andy Priaulx.

## Pilotos e Equipas
Pilotos a Amarelo participam na Yokohama Tropy
| Nº | Piloto                 | Equipa                    | Carro                       |
| -- | ---------------------- | ------------------------- | --------------------------- |
| 1  | Andy Priaulx           | BMW Team UK               | BMW 320Si                   |
| 2  | Gabriele Tarquini      | SEAT Sport Italia         | SEAT León                   |
| 3  | Rickard Rydell         | SEAT Sport Swerige        | SEAT León                   |
| 4  | Alessandro Zanardi     | /BMW Team Italy-Spain     | BMW 320Si                   |
| 5  | Marcel Costa           | /BMW Team Italy-Spain     | BMW 320Si                   |
| 6  | Robert Huff            | Chevrolet                 | Chevrolet Lacetti           |
| 7  | Nicola Larini          | Chevrolet                 | Chevrolet Lacetti           |
| 8  | Alain Menu             | Chevrolet                 | Chevrolet Lacetti           |
| 9  | Jordi Gené             | SEAT Sport España         | SEAT León                   |
| 10 | Peter Terting          | SEAT Sport Deutschland    | SEAT León                   |
| 11 | James Thompson         | SEAT León UK              | SEAT León                   |
| 12 | Yvan Muller            | SEAT León France          | SEAT León                   |
| 14 | Florian Gruber         | SEAT León Deutschland     | SEAT León                   |
| 15 | Augusto Farfus         | N.Technology              | Alfa Romeo 156              |
| 16 | Gianni Morbidelli      | N.Technology              | Alfa Romeo 156              |
| 18 | Salvatore Tavano       | N.Technology              | Alfa Romeo 156              |
| 19 | Maurizio Ceresoli*     | GR Asia                   | SEAT Toledo Cupra/SEAT León |
| 20 | Tom Coronel*           | GR Asia                   | SEAT Toledo Cupra/SEAT León |
| 21 | Oscar Nogués Farré     | SEAT Sport España         | SEAT León                   |
| 23 | Pierre-Yves Corthals*  | Jas Motorsport            | Honda Accord Euro R         |
| 24 | Ryan Sharp*            | Jas Motorsport            | Honda Accord Euro R         |
| 25 | Fabrizio Giovanardi    | Jas Motorsport            | Honda Accord Euro R         |
| 30 | Luca Rangoni*          | Proteam Motorsport        | BMW 320Si                   |
| 31 | Stefano D'Aste*        | Proteam Motorsport        | BMW 320i                    |
| 32 | Oscar Alberto Hidalgo* | Wiechers-Sport            | BMW 320i                    |
| 33 | Emmet O'Brien*         | Wiechers-Sport            | BMW 320i                    |
| 34 | Diego Romanini*        | Wiechers-Sport            | BMW 320i                    |
| 35 | Jan Vonka*             | Wiechers-Sport            | BMW 320i                    |
| 36 | Lucas Molo             | Equipe TekProm            | Alfa Romeo 156              |
| 37 | Rainer Bastuck*        | Maurer Motorsport         | Chevrolet Lacetti           |
| 38 | Vincent Radermecker*   | Maurer Motorsport         | Chevrolet Lacetti           |
| 39 | Philip Geipel*         | TFS-Yaco Racing           | Toyota Corolla T-sport      |
| 40 | Jan Magnussen          | BMW Team UK               | BMW 320Si                   |
| 41 | Duncan Huisman         | BMW Team Italy-Spain      | BMW 320Si                   |
| 42 | Jörg Müller            | BMW Team Deutschland      | BMW 320Si                   |
| 43 | Dirk Müller            | BMW Team Deuschland       | BMW 320Si                   |
| 44 | Jiří Janák*            | Československý Motorsport | Alfa Romeo 156 Gta          |
| 46 | Jens Edman*            | Peugeot Sport Denmark     | Peugeot 407                 |
| 47 | Ibrahim Okyay*         | Kosifler Motorsport       | BMW 320i                    |
| 48 | María De Villota*      | Maurer Motorsport         | Chevrolet Lacetti           |
| 51 | Alessandro Balzan*     | DB Motorsport             | Alfa Romeo 156              |
| 52 | Elio Marchetti*        | DB Motorsport             | Alfa Romeo 156              |
| 53 | Riccardo Romagnoli*    | Scuderia La Torre         | Alfa Romeo 156 Gta          |
| 54 | Emanuele Naspetti*     | GDL Racing                | BMW 32Oi                    |
| 55 | Stefano Valli*         | Zerocinque Motorsport     | BMW 320i                    |
| 56 | Simone Iacone*         | Zerocinque Motorsport     | BMW 320i                    |
| 57 | Davide Roda*           | Scuderia del Girasole     | SEAT León                   |
| 58 | Roberto Colciago*      | Scuderia del Girasole     | SEAT Toledo Cupra/SEAT León |
| 62 | Ao Chi Hong*           | Ao's Racing Team          | BMW 320i                    |
| 66 | André Couto            | SEAT Sport                | SEAT León                   |

## Ligaçoes Externas
http://www.fiawtcc.com